# Bryoerythrophyllum brachystegium
Bryoerythrophyllum brachystegium är en bladmossart som beskrevs av K. Saito 1972. Bryoerythrophyllum brachystegium ingår i släktet fotmossor, och familjen Pottiaceae. Inga underarter finns listade i Catalogue of Life.